# Zandt
Zandt là một đô thị ở huyện Cham bang Bayern nước Đức. Đô thị Zandt có diện tích 21,61 km², dân số thời điểm ngày 31 tháng 12 năm 2006 là 1867 người.